# Nadia Brönimann
Nadia Brönimann (* 14. Dezember 1969 als Christian Brönimann in Memmingen, Deutschland) ist eine Schweizer Buchautorin und trans Frau.

## Leben
Nadia Brönimann wuchs in Heiden auf und absolvierte Ausbildungen im Hotelfach und in der Textilbranche sowie einen mehrjährigen Auslandsaufenthalt. 1998 folgte die chirurgische Geschlechtsanpassung im Universitätsspital Zürich.
Heute ist Brönimann freischaffend und wohnt in Lachen SZ. Mit Vorträgen und Diskussionen wirbt sie für mehr Verständnis für transsexuelle Menschen. 
Im Jahr 2024 bereut die 55-Jährige ihre persönliche Geschlechtsanpassung: „Ich möchte wieder Ja sagen zu Christian, den ich jahrelang verdrängt habe. Ich trauere darum, was ich ihm und seinem gesunden Körper angetan habe.“ Sie will wieder als Mann leben und geht den Weg der sozialen Detransition. Aus der Trans-Aktivistenszene bekommt sie seitdem regelmäßig Hassposts. Sie ist gegen Hormone zur Geschlechtsangleichung für Minderjährige und medizinische Eingriffe. Den  Jugendlichen würde ihre Pubertät geraubt und weist auf Berichte über die schlimme Nebenwirkungen von geschlechtsangleichenden Hormontherapien hin.

## Dokumentarfilm
- Alain Godet: Sex-Change. Wie Christian zu Nadia wurde. SRF 2004, 53 min.

## Werke
- mit Daniel J. Schüz: Die weisse Feder: Hat die Seele ein Geschlecht? Zytglogge, Gümligen 2001, ISBN 3-7296-0610-7.
- mit Alfred Wüger: Seelentanz: ich folge meinem Weg. WOA-Verlag, Zürich 2006, ISBN 3-9522523-4-4.